# Dark Shadows (série télévisée)
Pour les articles homonymes, voir Dark Shadows.
 (septembre 2009).
Si vous disposez d'ouvrages ou d'articles de référence ou si vous connaissez des sites web de qualité traitant du thème abordé ici, merci de compléter l'article en donnant les références utiles à sa vérifiabilité et en les liant à la section « Notes et références ».
Dark Shadows est un feuilleton télévisé américain en 1 245 épisodes de 23 minutes, en noir et blanc puis en couleurs, créé par Dan Curtis et diffusé entre le 27 juin 1966 et le 2 avril 1971 sur le réseau ABC.
Ce feuilleton est inédit dans tous les pays francophones.

## Synopsis
Ce feuilleton relate les mésaventures fantastiques de la famille Collins, vivant dans l'immense et sinistre demeure de Collinwood, et dont l'un des principaux membres n'est autre que le redoutable vampire Barnabas.

## Distribution
(Compte tenu de l'important nombre d'histoires, ne sont retenus ici que les acteurs qui ont participé à plus de dix épisodes dans la série)
- Jonathan Frid : Barnabas Collins / Bramwell Collins (1967-1971)
- Grayson Hall : Docteur Julia Hoffman / Natalie DuPres / Magda / Julia Collins (1967-1971)
- Alexandra Moltke puis Alexandra Isles : Victoria Winters (1966-1968)
- Nancy Barrett : Carolyn Stoddard / Millicent Collins / Charity Trask / Pansy Faye / Carolyn Loomis / Carolyn / Carolyn Stoddard Hawkes / Leticia Faye / Melanie Collins / Amanda Collins / Melanie Collins Young (1966-1971)
- Joan Bennett : Elizabeth Collins Stoddard / Naomi Collins / Judith Collins / Flora Collins (1966-1971)
- Louis Edmonds : Roger Collins / Joshua Collins / Edward Collins / Fantôme de Joshua Collins / Daniel Collins / Amadeus Collins / Fantôme d'Amadeus Collins / Fantôme de Daniel Collins / Brutus Collins (1966-1971)
- David Selby : Quentin Collins / Fantôme de Quentin Collins / Grant Douglas (1968-1971)
- Kathryn Leigh Scott : Maggie Evans / Fantôme de Josette Collins / Josette DuPres / Rachel Drummond / Lady Hampshire / Kitty Soames / Maggie Collins (1966-1970)
- David Henesy : David Collins / Jamison Collins / Daniel Collins / Tad Collins (1966-1970)
- Lara Parker : Angelique Bouchard / Cassandra Collins / Cassandra Blair Collins / Alexis Stokes / Angelique Stokes Collins / Valerie Collins / Catherine Harridge / Catherine Collins (1967-1971)
- Thayer David : Matthew Morgan / Ben Stokes / Professeur Timothy Stokes / Peter Bradford / Sandor / Comte Petofi / Victor Fenn-Gibbon / Mordecai Grimes (1966-1971)
- John Karlen : Willie Loomis / Carl Collins / Desmond Collins / Kendrick Young (1967-1971)
- Joel Crothers : Joe Haskell / Lieutenant Nathan Forbes / Nathan Forbes / Fantôme de Nathan Forbes (1966-1969)
- Roger Davis : Peter Bradford / Jeff Clark / Ned Stuart / Dirk Wilkins / Charles Delaware Tate (1968-1970)
- Christopher Pennock : Jeb Hawkes / Cyrus Longworth / John Yaeger / Sebastian Shaw / Gabriel Collins (1970-1971)
- Jerry Lacy : Tony Peterson / Révérend Trask / Fantôme du Révérend Trask / Gregory Trask / Lamar Trask (1967-1971)
- David Ford : Sam Evans / Andre DuPres / Fantôme de Sam Evans (1966-1968)
- Mitchell Ryan : Burke Devlin (1966-1967)
- Humbert Allen Astredo : Nicholas Blair / Evan Hanley / Charles Dawson (1968-1971)
- Don Briscoe : Tom Jennings / Chris Jennings / Tim Shaw / Chris Collins (1968-1970)
- Jim Storm : Gerard Styles (1970-1971)
- Clarice Blackburn : Sarah Johnson / Abigail Collins / Minerva Trask (1966-1970)
- Robert Rodan : Adam (1968)
- Kate Jackson : Daphne Harridge / Daphne Collins (1970-1971)
- Denise Nickerson : Amy Jennings / Nora Collins / Amy Collins (1968-1970)
- Dennis Patrick : Jason McGuire / Paul Stoddard (1967-1970)
- Marie Wallace : Eve / Jenny Collins / Fantôme de Jenny Collins / Megan Todd (1968-1970)
- Michael Stroka : Aristede / Bruno Hess / Laszlo (1969-1970)
- Terrayne Crawford : Beth Chavez / Fantôme de Beth Chavez / Edith Collins (1968-1971)
- Diana Millay : Laura Collins (1966-1969)
- Anthony George : Burke Devlin / Jeremiah Collins (1967)
- Kathleen Cody : Carrie Stokes / Hallie Stokes (1970-1971)
- Keith Prentice : Morgan Collins / James Forsythe (1971)
- Sharon Smyth : Sarah Collins (1967-1968)
- Addison Powell : Fantôme de Jeremiah Collins / Juge Madigan / Docteur Eric Lang / Juge Wiley (1967-1970)
- Dana Elcar : Shériff George Patterson (1966-1967)
- Donna Wandrey : Roxanne Drew / Fantôme de Roxanne Drew (1970)
- Timothy Gordon : Fantôme de Jeremiah Collins / Bras droit du Comte Petofi (1966-1969)
- Robert Gerringer : Docteur Dave Woodard (1967)
- Virginia Vestoff : Samantha Drew Collins (1970-1971)
- Lisa Blake Richards : Sabrina Stuart (1969-1970)

## Épisodes

### Première saison (1966)
Épisodes 1 à 135, sans titres.

## Commentaires
Les épisodes ont été tournés en couleurs à partir de l'épisode 295, diffusé le 14 août 1967.
Initialement écrit par Art Wallace, ce feuilleton à l'atmosphère lugubre ne prévoyait d'abord aucun élément proprement fantastique, avant que décision soit prise, à partir du 70e épisode, d'introduire un personnage de fantôme, puis plus tard le vampire Barnabas Collins, joué par l'inquiétant Jonathan Frid. Dorénavant indissociable pivot du programme, ce dernier n'est en effet apparu qu'à partir du 211e épisode.
Face au succès grandissant de ce concept, le récit s'enrichira ensuite d'un bestiaire fantastique particulièrement varié : zombies, loups-garous, sorcières et autres monstres surnaturels. Des éléments de science-fiction interviendront également, tels que le voyage dans le temps et les mondes parallèles. La plupart des comédiens seront ainsi amenés à interpréter un, parfois même plusieurs autres personnages, au gré des péripéties et rebondissements.
Particulièrement audacieux en son temps, ce feuilleton, principalement filmé en vidéo et diffusé quotidiennement en pleine journée, familiarisa un large public avec des thèmes longtemps réservés à des programmations nocturnes, et donc confidentielles.
Le décalage entre les numéros d'épisodes et son nombre réel est en grande partie dû à une erreur de comptabilité de la production durant le tournage. Les numéros 109, 110 et 131, par exemple, ont malencontreusement été omis sans nuire à la continuité du récit. Ni perdus, ni détruits, ils n'ont tout simplement pas été tournés sous la bonne numérotation.

### Succès
Resté réduit durant la première année de programmation, le succès culmina subitement dès l'apparition de Barnabas le vampire. La grande notoriété de la série perdura sans faiblir jusqu'à sa déprogrammation en 1971.
Encore de nos jours, la série jouit d'une certaine popularité aux États-Unis, et fait régulièrement l'objet de rétrospectives et de conventions.

## Adaptations

### Cinéma
- La Fiancée du vampire (House of Dark Shadows), tourné en 1970 par Dan Curtis avec à nouveau Jonathan Frid dans le rôle du vampire Barnabas Collins.
- Night of Dark Shadows, tourné en 1971 à nouveau par Dan Curtis.
- Dark Shadows, réalisé par Tim Burton et sorti le 9 mai 2012 avec Johnny Depp dans le rôle de Barnabas Collins, Helena Bonham Carter dans le rôle du Dr Hoffman, Jackie Earle Haley dans le rôle de Willie Loomis, Michelle Pfeiffer dans le rôle d'Elizabeth Collins, Eva Green dans le rôle de la sorcière sexy Angélique Bouchard, Chloë Moretz dans le rôle de Carolyne Collins et Bella Heathcote dans celui de Victoria Winters (de son vrai nom Maggie Evans). Le projet s'est concrétisé après que Johnny Depp a parlé de son envie de jouer le personnage de Barnabas Collins à Tim Burton, lui aussi fan de la série télévisée.

### Télévision
Une nouvelle adaptation télévisée, La Malédiction de Collinwood (titre original : Dark Shadows, mais souvent appelée Dark Shadows: The Revival Series ou The New Dark Shadows) en sera donnée en 1991 avec des moyens ambitieux et une distribution prestigieuse incluant Ben Cross (Barnabas), Lysette Anthony (Angélique Bouchard), Joseph Gordon-Levitt (David Collins), Barbara Steele (Docteur Julia Hoffman), Jean Simmons (Elizabeth Collins Stoddard) et Roy Thinnes (Roger Collins). Concentrant considérablement le récit, celle-ci n'excédera pas les 12 épisodes de 50 minutes. Un épisode pilote sera du reste tourné par P. J. Hogan en 2004 afin de produire une nouvelle série mais il ne sera jamais diffusé à la télévision et sera uniquement montré en avant première au Dark Shadows Festival de Los Angeles en 2005.

### Suite
En septembre 2019, la chaîne The CW annonce la mise en chantier d'une série Dark Shadows intitulée Dark Shadows : Resurrections. La série présentée comme une continuation de Dark Shadows, devrait introduire les personnages dans une époque contemporaine. Le tournage n'ayant pas encore débuté, elle n'est pas prévue pour diffusion avant 2021.

## Autour de la série
- L'actrice Joan Bennett cru d'abord reconnaître de loin sa propre fille en Alexandra Moltke qui arrivait pour la première fois dans le studio. Cette dernière affirma plus tard que c'était justement cette ressemblance qui avait dû lui valoir le rôle de l'orpheline Victoria Winters. Le mystère entourant le possible lien de parenté de ce personnage avec Elizabeth Collins Stoddard, jouée par Bennett, plana en effet tout au long de la série.
- L'acteur Dennis Patrick, incapable de lire les prompteurs délivrant les répliques de son personnage, était obligé d'apprendre intégralement son texte dans la nuit précédant le tournage. Or son rôle de Jason McGuire, un des favoris des scénaristes de la série, était régulièrement gratifié de très longs discours. Bien qu'admettant garder de bons souvenirs du tournage, Patrick n'en dut pas moins menacer le producteur de coup de poing pour se libérer de son contrat. Son personnage était pourtant destiné à une certaine longévité quand celui-ci fut brutalement éliminé du récit.